# Liste des épisodes de Johnny Bravo

Logo de la série.

Johnny Bravo est une série d'animation américaine créée par Van Partible pour la chaîne télévisée Cartoon Network et co-produite dans un premier temps par Hanna-Barbera Productions et Cartoon Network Studios pour une diffusion sur la chaîne de télévision Cartoon Network, initialement entre le 14 juillet 1997 jusqu'au 24 août 2004 aux États-Unis. La série met en scène un jeune bellâtre et dragueur blond musclé nommé Johnny Bravo. Dans la majeure partie des épisodes, le protagoniste tente de conquérir le cœur de jolies inconnues qui le larguent habituellement à la fin. La série est originaire d'un programme télévisée de Cartoon Network intitulé World Premiere Toons (également connu sous le titre The What a Cartoon! Show). La popularité de cette série d'animation a par la suite menée à la création de plusieurs saisons.

## Périodicité
| Saison | Saison        | Épisodes | Date de diffusion  | Date de diffusion  | DVD          | DVD             | DVD |
| Saison | Saison        | Épisodes | Première diffusion | Dernière diffusion | Zone 1       | Zone 4          |     |
| ------ | ------------- | -------- | ------------------ | ------------------ | ------------ | --------------- | --- |
|        | Pilotes       | 3        | 26 mars 1995       | 1er janvier 1997   | NC           | NC              |     |
|        | 1             | 12       | 7 juillet 1997     | 15 décembre 1997   | 15 juin 2010 | 10 octobre 2007 |     |
|        | 2             | 22       | 2 juillet 1999     | 28 janvier 2000    | NC           | 11 avril 2009   |     |
|        | 3             | 19       | 11 août 2000       | 14 février 2003    | NC           | NC              |     |
|        | 4             | 13       | 20 février 2004    | 27 août 2004       | NC           | NC              |     |
|        | Film télévisé | 1        | 4 novembre 2011    | NC                 | NC           | NC              |     |

## Épisodes

### Pilotes (1995–1997)
| No. | Titre                                                          | Réalisation  | Date de diffusion                                   | Date de diffusion |
| --- | -------------------------------------------------------------- | ------------ | --------------------------------------------------- | ----------------- |
| P1 | Johnny Bravo                                                   | Van Partible | 26 mars 1995 (original) 7 juillet 1997 (remake)     |                   |
| Johnny Bravo tente d'impressionner une gardienne de zoo en voulant lui ramener un gorille qui s'en est échappé.         |                                                                |              |                                                     |                   |
| P2 | Petit Zartan dans Mr l'Homme Singe Jungle Boy in Mr. Monkeyman | Van Partible | 9 octobre 1996 (original) 7 juillet 1997 (remake)   |                   |
| Le maléfique roi Raymond tente de se débarrasser du Petit Zartan en dégradant la réputation de ce dernier.              |                                                                |              |                                                     |                   |
| P3 | Johnny Bravo et les amazones Johnny Bravo and the Amazon Women | Van Partible | 1er janvier 1997 (original) 7 juillet 1997 (remake) |                   |
| Dans ce qui semblerait être un rêve devenu réalité, Johnny se retrouve naufragé sur une île remplie de jolies amazones. |                                                                |              |                                                     |                   |

### Première saison (1997)
| No. de série | No. de saison | Titre | Date de diffusion  | Date de diffusion |
| --- | ------------- | --- | ------------------ | ----------------- |
| 1 | 1             | Super pigeon / Perdu dans la jungle / L'ours chronos Super Duped / Bungled in the Jungle / Bearly Enough Time | 14 juillet 1997    |                   |
| Super pigeon : Suzie présente Johnny Bravo à sa classe comme un super héros, titre qu'il devra justifier devant tous ses nouveaux fans en essayant d'arrêter Hubert Lingo qui vient de commettre un braquage. Perdu dans la jungle : Johnny se retrouve dans la jungle où il devra composer avec les animaux manipulés par le roi des singes qui tente d'en tirer profit en prenant la place du Petit Zartan. Mais Bravo ruinera ses plans. L'ours chronos : Partant à la recherche de sa maman, Bravo tombe sur un ours qui se prétend le maître du temps mais qui cherche surtout à le manger; heureusement, sa maman interviendra au bon moment. |               | |                    |                   |
| 2 | 2             | Une touche de féminité / Bravo Doubi Doo The Sensitive Male / Bravo Dooby Doo | 21 juillet 1997    |                   |
| Une touche de féminité : Cherchant à conquérir le cœur féminin, Bravo tombera sur un séducteur qui lui inculquera les rudiments de la drague, qu'il aura bien du mal à appliquer. Bravo Doubi Doo : Cherchant la maison hantée de sa tante, Johnny tombera sur l'équipe de Scoobydou qui l'y conduira pour une folle poursuite avec un fantôme. |               | |                    |                   |
| 3 | 3             | Rendez-vous avec une antilope / Toro ! Toro ! / Pour une poignée de cookies Date with an Antelope / Did You See a Bull Run By Here? / Cookie Crisis                                                              | 28 juillet 1997    |                   |
| Rendez-vous avec une antilope : Croyant rencontrer une jolie fille sur Internet, Bravo rencontre une antilope ; cette rencontre insolite sera riche d'imprévus. Toro ! Toro ! : En voyage en Espagne, Bravo s'improvise toréador pour les yeux d'une belle blonde ; mais son concurrent le plus redoutable auprès d'elle sera le taureau lui-même. Pour une poignée de cookies : Suzie tente de vendre à tout prix ses cookies à Bravo qui deviendra quasiment fou en essayant de la fuir. |               | |                    |                   |
| 4 | 4             | Dans le temps, je faisais rire / Professeur Johnny / La nuit du réveillon I Used to Be Funny / My Fair Dork / 'Twas the Night                                                                                    | 4 août 1997        |                   |
| Dans le temps, je faisais rire : Bravo rencontre deux clowns qui vont tester sur lui leur pouvoir comique grâce à des tours assez musclés. Professeur Johnny : Pour échapper à une invitation de Suzie, Bravo forme un jeune garçon pour qu'il lui ressemble et devienne un véritable tombeur mais la leçon aura bien du mal à porter ses fruits. La nuit du réveillon : Bravo remplace le père Noël dans son travail de distribution des cadeaux mais se rend compte qu'il a fait une erreur en attribuant au maire le cadeau de sa mère: une robe, ce qui ne manquera pas de créer un certain trouble. |               | |                    |                   |
| 5 | 5             | Le baiser de pierre / La légion étrangère/ Johnny et Farrah Fawcett Blarney Buddies / Over the Hump! / Johnny Meets Farrah Fawcett                                                                               | 11 août 1997       |                   |
| Le baiser de pierre : En voyage en Irlande, Bravo découvre que s'il embrasse la pierre magique de Blarney, qui n'est autre qu'un lutin, il deviendra heureux en amour; reste à trouver la fameuse pierre, ce qui suscitera bien sûr de nombreuses aventures. La légion étrangère : Croyant trouver un nouveau filon de jolies poupées, Bravo se retrouve engagé dans la légion étrangère, prétexte à de grandes aventures. Johnny et Farrah Fawcett : Alors que Bravo s'apprête à acheter le dernier shampooing de Farrah Fawcett, Suzie l'invite à sa fête mais celui-ci décline jusqu'au moment où il apprend que Farrah Fawcett est sa cousine; il fera alors tout ce qu'il peut pour se faire réinviter à la fête.                                                                            |               | |                    |                   |
| 6 | 6             | Le doudou / Parle moi, chérie / Le concert hip hop Hip Hop Flop / Talk to Me, Baby / Blanky Hanky Panky | 18 août 1997       |                   |
| Le doudou : Un voleur de laine terrorise Aron City qui s'en remet à Bravo pour l'arrêter ; une bataille impitoyable et surréaliste car le voleur a même dérobé le doudou de Bravo. Parle moi, chérie : Pour rencontrer la présentatrice et top modèle Vendela, Bravo participe à l'émission thématique « les machos sont-ils des imbéciles ? », sujet taillé sur mesure pour notre héros. Le concert hip hop : Pour les beaux yeux d'une poulette fan de musique, Bravo tente de devenir l'ami d'un groupe de hip-hop en se faisant un look top délire. |               | |                    |                   |
| 7 | 7             | Les dents de la plage / Le jour ou la Terre a pratiquement cesse de tourner / Au royaume des jouets déglingués Beach Blanket Bravo / The Day the Earth Didn't Move Around Very Much / The Aisle of Mixed-Up Toys | 25 août 1997       |                   |
| Les dents de la plage : À la plage, Bravo est dragué par une fille qui veut rendre jaloux son copain ; il devra alors participer à un concours de surf pour ses beaux yeux. Le jour où la Terre a pratiquement cessé de tourner : La ville est paralysée par une mystérieuse panne qui fige le temps ; seul Bravo semble rester libre d'agir. Il décide d'en profiter, croyant que les gens sont réellement figés, ce qui n'est qu'une illusion. Au royaume des jouets déglingués : Pour les beaux yeux d'une poulette, Bravo va au royaume des jouets pour en ramener un exemplaire à sa petite sœur ; mais les jouets sont animés et Bravo vivra une nouvelle folle aventure. |               | |                    |                   |
| 8 | 8             | Le remplaçant / La louve-garou / Soins intensifs Substitute Teacher / A Wolf in Chick's Clothing / Intensive Care                                                                                                | 1er septembre 1997 |                   |
| Le remplaçant : Lors d'un cours de karaté, un vol est commis. Dupé par le voleur, Johnny remplace le professeur. La louve-garou : Bravo est dragué par une louve-garou, une expérience nouvelle pleine d'imprévus. Soins intensifs : Bravo drague une belle infirmière dans l'hôpital où est opérée Suzie ; mais un brancardier athlétique veille. |               | |                    |                   |
| 9 | 9             | Johnny le géant / Le plus beau des cadeaux / Johnny 007 Jumbo Johnny / The Perfect Gift / Bravo, James Bravo | 8 septembre 1997   |                   |
| Johnny le géant : Pour devenir encore plus viril, Bravo avale une potion vendue par un charlatan mais une surconsommation le rend obèse. Le plus beau des cadeaux : Pour acheter les chaussons rêvés pour la fête des mères, Bravo doit gagner de l'argent. Il prend conseil auprès de Suzie qui devient riche grâce à de la limonade faite maison. Johnny 007 : Bravo est mêlé à une aventure avec une espionne à la James Bond pour élucider un vol de plutonium commis par le professeur Panari. |               | |                    |                   |
| 10 | 10            | On se « chauve »souris ? / Berry le maître d'hôtel / Un peau-rouge à la Maison Blanche Going Batty / Berry the Butler / Red Faced in the White House                                                             | 1er décembre 1997  |                   |
| On se « chauve »souris : Dragué par une vampire, Bravo peine à s'apercevoir qu'elle en veut surtout à son sang, sans parler de son fiancé vampire qu'elle souhaite rendre jaloux. Berry le maître d'hôtel : .. / Bunny reçoit la visite d'une star de la chanson que Johnny transforme en maître d'hôtel, jusqu'à ce que ce dernier se venge. Un peau-rouge à la Maison Blanche : Bravo fréquente la fille du président des États-Unis qui est très surveillée par les sbires de la sécurité. |               | |                    |                   |
| 11 | 11            | L'homme qui criait au clown / Le Baby Sitter / Tabatha la bavarde The Man Who Cried « Clown » / Johnny Real Good / Little Talky Tabitha!                                                                         | 8 décembre 1997    |                   |
| L'homme qui criait au clown : Lors d'un voyage en avion, Bravo croit voir un clown saboteur ; il essaie d'alerter les passagers et l'équipage en finissant par se demander si cette vision n'est pas le fruit de son imagination. Le Baby Sitter : Bravo devient l'infortuné baby-sitter d'un jeune garçon capricieux qui terrorise son entourage grâce à des pouvoirs surnaturels, personnage parodiant le « monstre » Anthony Fremont apparu dans l'épisode « C'est une belle vie » de la série télévisée La Quatrième Dimension. Tabatha la bavarde : Suzie présente à Johnny sa nouvelle poupée, Tabatha la bavarde. Dotée de pouvoirs surnaturels à l'insu de sa propriétaire, Tabatha mène la vie dure à Bravo dès lors que celui-ci ose décliner l'invitation à prendre le thé chez Suzie. |               | |                    |                   |
| 12 | 12            | Quand Johnny rencontre Adam / Ah ! quel cirque / Quand Johnny rencontre Danny Johnny Bravo Meets Adam West! / Under the Big Flop / Johnny Meets Donny Osmond                                                     | 15 décembre 1997   |                   |
| Quand Johnny rencontre Adam : Bravo fait appel à la vedette Adam West pour l'aider à récupérer sa mère enlevée. Ah ! quel cirque : Johnny et Suzie assistent à un numéro de cirque exécuté par le petit Zartan. Tandis que Suzie se rend vite compte que l'esprit du jeune garçon est contrôlé par Viviane Vipère, la méchante exploitante de cirque, Johnny ne pense qu'à draguer cette dernière. Quand Johnny rencontre Danny : À la recherche d'un baby-sitter pour son fils, la maman de Johnny finit par lui trouver l'ex-star Donny Osmond avec laquelle il a bien du mal à s'entendre à cause de son goût pour la musique. |               | |                    |                   |

### Deuxième saison (1999-2000)
| No. de série | No. de saison | Titre | Date de diffusion | Date de diffusion |
| --- | ------------- | --- | ----------------- | ----------------- |
| 13 | 1             | Planète Bikini ! / Le Chant des sirènes / Du gel pour Johnny Bikini Space Planet! / Moby Jerk / A Gel for Johnny                                 | 2 juillet 1998    |                   |
| Planète Bikini ! : Le Chant des sirènes : Du Gel pour Johnny : |               | |                   |                   |
| 14 | 2             | Danse, Johnny, danse ! / Johnny Diablo / La belle au fond des bois Johnny Get Your Tutu / Johnny's Inferno / Forest Chump                        | 30 juillet 1998   |                   |
| |               | |                   |                   |
| 15 | 3             | Johnny la Poisse / Graine de héros / Alter Ego Karma Krisis / A Star is Bruised / The Prince and the Pinhead                                     | 6 août 1998       |                   |
| |               | |                   |                   |
| 16 | 4             | Les Pinces de la mer / Top Johnny / Gare à Helga Claws / Cover Boy / To Helga and Back                                                           | 13 août 1998      |                   |
| |               | |                   |                   |
| 17 | 5             | Coquillages et crustacés / Jailbird Johnny / L'étoffe des costauds Endless Bummer / Jailbird Johnny / Bravo 13                                   | 20 août 1998      |                   |
| |               | |                   |                   |
| 18 | 6             | L'étoffe des héros / Le Téléthon / L'Ange gardien Doomates / Johnny's Telethon / Johnny's Guardian Angel                                         | 27 août 1998      |                   |
| |               | |                   |                   |
| 19 | 7             | La Mouche / Johnny orphelin / Gentleman hableur I, Fly / Schnook of the North / Charm School Johnny                                              | 3 septembre 1998  |                   |
| |               | |                   |                   |
| 20 | 8             | Johnny et la mèche magique / Le chien chien à son Johnny / Le Beau et la Bête Johnny and the Beanstalk / A Boy and His Bird / Ape is Enough      | 10 septembre 1998 |                   |
| |               | |                   |                   |
| 21 | 9             | Panique à Moisiville / Le Visiteur / Le Fiancé de maman Panic in Jerky Town / Alien Confidential / Mama's New Boyfriend                          | 17 septembre 1998 |                   |
| |               | |                   |                   |
| 22 | 10            | Rushmo le magnifique / Johnny retourne à l'école / La Ferme de tante Katie The Man with the Golden Gut / Welcome Back, Bravo / Aunt Katie's Farm | 24 septembre 1998 |                   |
| |               | |                   |                   |
| 23 | 11            | La Guerre des ballons / Le Camp d'entraînement / Le Bouffon du lagon A League of His Own / Johnny Goes to Camp / Buffoon Lagoon                  | 1er octobre 1998  |                   |
| |               | |                   |                   |
| 24 | 12            | JohnnyBernatus / Johnnydiah / Le Malade imaginaire Brave New Johnny / Witless / Carl Be Not Proud                                                | 8 octobre 1998    |                   |
| |               | |                   |                   |
| 25 | 13            | El bouillanté / Johnny'O et Juliette / La Caverne de mes rêves El Bravo Magnifico / Johnny-O & Juliet / Clan of the Cave Boob                    | 8 octobre 1998    |                   |
| |               | |                   |                   |
| 26 | 14            | Galaxy Johnny / Satané petit diable / Johnny mène l'enquête Galaxy Boy / Damien's Day Out / Noir Johnny                                          | 15 octobre 1998   |                   |
| Galaxy Johnny : À la suite d'un quiproquo, Johnny est pris pour le capitaine d'un vaisseau extra-terrestre qui ne tardera pas à être victime d'un agresseur. Satané petit diable : Johnny se voit malencontreusement confier l'éducation d'un bébé aux pouvoirs surnaturels, la confrontation entre les deux personnages sera de taille. Johnny mène l'enquête : Suzie demande à Johnny de lui retrouver sa poupée perdue. |               | |                   |                   |
| 27 | 15            | Vive le maire / Le réveil de sœur Sara / Le super bolide Hail to the Chump / A Fool for Sister Sara / Days of Blunder                            | 22 octobre 1998   |                   |
| Vive le maire : À la suite d'une intoxication alimentaire du maire, Johnny le remplace en raison d'une directive stipulant que l'idiot du village devient suppléant en l'occurrence. Le réveil de sœur Sara : À la suite d'un problème cérébral, Johnny se réveille dans un institut où sœur Sarah tentera de le réinsérer dans la société. Le super bolide : Johnny participe à une course de voiture malgré ses grandes déficiences en pilotage ; cependant, Karl l'aidera à surmonter cette épreuve, notamment en tant que mécanicien.                       |               | |                   |                   |
| 28 | 16            | Pop art Johnny / Johnny cowboy / Un gâteau trop loin Pop Art Johnny / Dude Ranch Doofus / A Cake Too Far                                         | 5 novembre 1998   |                   |
| Pop art Johnny : Johnny s'initie à l'art moderne grâce à Suzie qui l'emmène au musée à l'occasion d'une exposition. Johnny cowboy : Johnny atterrit dans un ranch où il suit sa mère qui recherche un peu d'aventure. Un gâteau trop loin : Johnny aide Suzie à participer à un concours de pâtisserie dans lequel il remplace sa mère ; ses dons pour l'art culinaire n'étant pas innés, il aura bien du mal à faire illusion. |               | |                   |                   |
| 29 | 17            | Dur dur d'être Johnny / Johnny simple flic / Une fée sur les dents Look Who's Drooling / Law and Disorder / Tooth or Consequences                | 12 novembre 1998  |                   |
| Dur dur d'être Johnny : Après avoir bu l'eau de jouvence de Karl, Johnny se transforme en un charmant bambin qui garde néanmoins ses désirs adultes ; il lui faudra attendre que la potion ne fasse plus d'effet. Johnny simple flic : Johnny remplace au pied levé un vigile dans un grand magasin. Ses talents dans l'opération délicate du maintien de l'ordre ne feront pas toujours merveille. Une fée sur les dents : Suzie perd une dent et dit à Johnny qu'elle attend la gentille fée des dents. Mais ce dernier lui explique que la fée n'existe pas. |               | |                   |                   |
| 30 | 18            | L'insubmersible Johnny / Vrai ou faux / Cher Pouky The Unsinkable Johnny Bravo / Rashomoron / Free Pookey                                        | 19 novembre 1998  |                   |
| L'insubmersible Johnny : Johnny rencontre une jolie poulette lors d'une croisière mais une maladresse de sa part entraîne le naufrage du navire. Vrai ou faux : Suzy, Carl et Johnny racontent tour à tour une histoire pour tenter d'expliquer à Bunny l'accident qui a valu à Johnny d'être recouvert de bandes. Cher Pouky : Johnny se transforme en défenseur des animaux et se met à les libérer tous un par un, militantisme qui occasionne moult quiproquos, surtout quand notre héros confond l'animal fabriqué par Suzie pour sa pinata.               |               | |                   |                   |
| 31 | 19            | L'armure toujours l'armure / La guerre des ballons / Karaté bide Good Knight Johnny / Balloon Platoon / The Clueless Kid                         | 7 janvier 1999    |                   |
| L'armure toujours l'armure : Égaré au milieu d'une fête médiévale, Johnny se croit réellement revenu au temps du Moyen Âge ; il se mêlera aux spectacles sans comprendre qu'il ne s'agit que d'un jeu. La guerre des ballons : Johnny s'improvise chef de guerre pour lutter contre une bande adverse qui l'assaille lui et Suzie : un véritable plan de bataille est ébauché pour vaincre l'ennemi. Karaté bide : Disciple inapte d'un maître de kung-fu, Johnny n'en devra pas moins combattre le champion du dojo adverse pour une question d'honneur.       |               | |                   |                   |
| 32 | 20            | Une banane au Canada / Johnny la classe / Bande de clones Yukon Yutz / Prep School Johnny / Send in the Clones                                   | 14 janvier 1999   |                   |
| Une banane au Canada : En voyage au Canada, Johnny tente d'arrêter Pierre la crapule pour plaire à une jolie fille appartenant à la police montée. Mais le criminel ne se laisse pas faire. Johnny la classe : Johnny se retrouve dans une école dans laquelle il se met à dos les meilleurs élèves qui vont tout faire pour le faire partir de leur établissement. Bande de clones : La ville est envahie par une multitude de Johnny Bravo après une malencontreuse expérience de clonage.                                                                    |               | |                   |                   |
| 33 | 21            | Le Monstre du Loch Ness / Johnny chef scout / Johnnius Bravius Loch Ness Johnny / Den Mother Johnny / Quo Doofus                                 | 21 janvier 1999   |                   |
| |               | |                   |                   |
| 34 | 22            | Le Hoquet / Marine Maroon / Johnny dieu du tonnerre As I Lay Hiccupping / Marine Maroon / Thunder God Johnny                                     | 28 janvier 1999   |                   |
| |               | |                   |                   |

### Troisième saison (2000–2003)
| No. de série                                                   | No. de saison | Titre | Date de diffusion  | Date de diffusion |
| -------------------------------------------------------------- | ------------- | --- | ------------------ | ----------------- |
| 35                                                             | 1             | Petit guide de la séduction / Johnny garde du corps / La Cavale de Johnny Luke Perry's Guide to Love / In the Line of Johnny / Fugitive Johnny | 11 août 2000       |                   |
|                                                                |               | |                    |                   |
| 36                                                             | 2             | Johnny Virtuel / Taïaut ! / Présence d'esprit Virtual Johnny / Hunted! / Hold That Schmoe                                                      | 18 août 2000       |                   |
|                                                                |               | |                    |                   |
| 37                                                             | 3             | Johnny Candidat / Air Bravo / Johnny B Gourde Candidate Johnny / Air Bravo / Johnny B. Badd                                                    | 1er septembre 2000 |                   |
|                                                                |               | |                    |                   |
| 38                                                             | 4             | Johnny reporter / Le Johnny qui rétrécit / Johnny pompier Scoop Bravo / The Incredible Shrinking Johnny / Backdaft                             | 8 septembre 2000   |                   |
|                                                                |               | |                    |                   |
| 39                                                             | 5             | L'affaire Johnny Bravo / Johnny et la biosphère / Petite cure de remise en forme The Johnny Bravo Affair / Biosphere Johnny / Spa Spaz         | 22 septembre 2000  |                   |
|                                                                |               | |                    |                   |
| 40                                                             | 6             | Poisson d'avril/ Le rêve de Johnny / Certains l'aiment idiot Fool for a Day / In Your Dreams / Some Like It Stupid                             | 29 septembre 2000  |                   |
|                                                                |               | |                    |                   |
| 41                                                             | 7             | Bobo la dent / Suzy chaperon rouge / C'est dans la poche Dental Hijinks / Little Red Riding Johnny / Pouch Potato                              | 13 octobre 2000    |                   |
|                                                                |               | |                    |                   |
| 42                                                             | 8             | Jurassic plouc / Mascotte académie / Full Metal Johnny Jurassic Dork / Mascot Academy / Full Metal Johnny                                      | 3 novembre 2000    |                   |
|                                                                |               | |                    |                   |
| 43                                                             | 9             | Le chaînon manquant / Robomaman / 20 000 clams sous les mers Johnny on Ice! / Robo-Mama / 20,000 Leagues Over My Head                          | 17 novembre 2000   |                   |
| Le chaînon manquant : Robomaman : 20 000 clams sous les mers : |               | |                    |                   |
| 44                                                             | 10            | Je veux Johnny ! / Un bravo en El Jurado / Fuir la baraque foraine ! I Dream of Johnny / One Angry Bravo / Carnival of the Darned              | 15 décembre 2000   |                   |
|                                                                |               | |                    |                   |
| 45                                                             | 11            | Le marathon / Histoires de famille / Johnny le jouet A Walk on the Stupid Side / Lone Star Bravo / Toy Boy Johnny                              | 2 février 2001     |                   |
|                                                                |               | |                    |                   |
| 46                                                             | 12            | Le Suzy Show / Toy Boy Bravo / FrankenBravo The Great Bunny Book Ban / Enter the Chipmunk / Frankenbravo                                       | 23 février 2001    |                   |
|                                                                |               | |                    |                   |
| 47                                                             | 13            | La dame des trous / Super-bottes / Las Pesadillas de Johnny Lord of the Links / Bootman / Freudian Dip                                         | 30 mars 2001       |                   |
|                                                                |               | |                    |                   |
| 48                                                             | 14            | Les frères / Evasion de prison / Johnny Bûcheron Lodge Brother Johnny / Chain Gang Johnny / Lumberjack Johnny                                  | 27 avril 2001      |                   |
|                                                                |               | |                    |                   |
| 49                                                             | 15            | Film d'auteur / Le train fou / Le saumon provoquant Auteur! Auteur! / Runaway Train / A Reject Runs Through It                                 | 11 mai 2001        |                   |
|                                                                |               | |                    |                   |
| 50                                                             | 16            | Joyeux Noël, Johnny Bravo ! A Johnny Bravo Christmas                                                                                           | 7 décembre 2001    |                   |
|                                                                |               | |                    |                   |
| 51                                                             | 17            | L'île du Docteur Morceau / Histoires de la ville / Le prix du jeu The Island of Mrs. Morceau / The Color of Mustard / Third Dork from the Sun  | 7 juin 2002        |                   |
|                                                                |               | |                    |                   |
| 52                                                             | 18            | Le projet Bretzel Witch / Ingénieurs pour une journée / L'ami d'enfance The Hansel & Gretel Project / I.Q. Johnny / Get Stinky!                | 14 juin 2002       |                   |
|                                                                |               | |                    |                   |
| 53                                                             | 19            | Joyeuse St-Valentin, Johnny Bravo ! It's Valentine's Day, Johnny Bravo!                                                                        | 14 février 2003    |                   |
|                                                                |               | |                    |                   |

### Quatrième saison (2004)
| No. de série | No. de saison | Titre | Date de diffusion | Date de diffusion |
| --- | ------------- | --- | ----------------- | ----------------- |
| 54 | 1             | Johnny Bravo va à Hollywood Johnny Bravo Goes to Hollywood                                                    | 20 février 2004   |                   |
| |               | |                   |                   |
| 55 | 2             | Zéro de conduite / Mon petit copain rigolo Traffic Troubles / My Funny Looking Friend                         | 5 mars 2004       |                   |
| |               | |                   |                   |
| 56 | 3             | Gagnez un El Toro Guapo / Une femme ensorcelante Win an El Toro Guapo / Witch-ay Woman                        | 12 mars 2004      |                   |
| |               | |                   |                   |
| 57 | 4             | Seul à la maison Home Alone                                                                                   | 19 mars 2004      |                   |
| |               | |                   |                   |
| 58 | 5             | Johnny miniature / Retour du futur Mini JB / Back from the Future                                             | 26 mars 2004      |                   |
| |               | |                   |                   |
| 59 | 6             | Johnny parisien / Ça c'est du spectacle ! Non, Oui, Oui Pour Johnny / That's Entertainment!                   | 2 juillet 2004    |                   |
| |               | |                   |                   |
| 60 | 7             | La Pelle pas tarte / T pour tracas Get Shovelized / T is for Trouble                                          | 9 juillet 2004    |                   |
| |               | |                   |                   |
| 61 | 8             | Il y a un cheveu / Une maman peut en cacher une autre Gray Matters / Double Vision                            | 16 juillet 2004   |                   |
| |               | |                   |                   |
| 62 | 9             | C'est magique / Le beau fort à la fin de ce cartoon It's a Magical Life / The Hunk at the End of This Cartoon | 23 juillet 2004   |                   |
| |               | |                   |                   |
| 63 | 10            | Souvenirs du lycée / Cours Johnny cours The Time of My Life / Run Johnny Run                                  | 30 juillet 2004   |                   |
| |               | |                   |                   |
| 64 | 11            | Programme de protection / L'âge de pierre Wilderness Protection Program / A Page Right Out of History         | 6 août 2004       |                   |
| Programme de protection : Johnny aide une artiste qui tente de fuir la foule en posant pour elle comme s'il était son époux éléphant. L'âge de pierre : Pendant la préhistoire, Johnny fait la rencontre Fred, Barney et Pépite de la série Les Pierrafeu, et Fred sauve la vie de Johnny à contrecœur. |               | |                   |                   |
| 65 | 12            | Johnny enquête / Le bat rencard Some Walk by Night / Adam West's Date-O-Rama                                  | 20 août 2004      |                   |
| |               | |                   |                   |
| 66 | 13            | Le relooking express / Porte-bonheur Johnny Makeover / Back on Shaq                                           | 27 août 2004      |                   |
| |               | |                   |                   |